# Бочвар Андрій Анатолійович
Андрі́й Анато́лійович Бо́чвар  (*26 липня (8 серпня) 1902, Москва — †18 вересня 1984) — російський металознавець, академік AH CPCP (з 1946), двічі Герой Соціалістичної Праці. Син Анатолія Михайловича Бочваря.
Народився в Москві в сім'ї професора. В 1923 закінчив Московське вище технічне училище. З 1922 Бочвар — викладач у вищих навчальних закладах, з 1934 — професор, завідувач кафедри металознавства Московського інституту кольорових металів і золота. Бочвар створив нову теорію евтектичної кристалізації металів і сплавів, встановив температурну закономірність їх рекристалізації (т. з. правило Бочвара), заклав основи структурної теорії жаротривкості, розробив метод кристалізації сплавів під тиском (Сталінська премія, 1941).
Бочвар — автор кількох підручників з металознавства і термічної обробки металевих сплавів.